# Daulia auriplumbea
Daulia auriplumbea là một loài bướm đêm trong họ Crambidae.